# Hong Kong Open (snooker)
Hong Kong Open je bil poklicni snooker turnir. Priredili so ga le enkrat, v sezoni 1989/90. Tedaj je štel za svetovno jakostno lestvico.
Turnir se je v zgodovino zapisal kot prvi turnir jakostne lestvice, ki so ga priredili v Aziji. Sprva so pri svetovni snooker zvezi WPBSA sicer načrtovali, da bi turnir izvedli v Avstraliji pod imenom »Australian Open«, a so ga nato v zadnjem trenutku preselili v Hong Kong. Turnir je v svoji prvi in edini izvedbi dobil Anglež Mike Hallett, ki je sicer pred turnirjem veljal za avtsajderja.
Po prvi izvedbi turnirja je sponzorstvo prevzelo tobačno podjetje 555 in ga preselilo v Bangkok, Tajska. Odtlej se je turnir imenoval Asian Open (kasneje tudi Thailand Masters) in potekal vsako leto, vse do konca sezone 2001/02.

## Zmagovalci
| Leto | Zmagovalec   | Nasprotnik v finalu | Končni izid | Sezona  |
| ---- | ------------ | ------------------- | ----------- | ------- |
| 1989 | Mike Hallett | Dene O'Kane         | 9 - 8       | 1989/90 |